# Weimar
Weimar város Németország keleti részén, Türingia tartományban. Magyar vonatkozása jelentős, hiszen Liszt Ferenc többször is lakott és alkotott a városban és itt élt három évig Bortnyik Sándor festőművész is.

## Címer
A város címerének háttere aranyszínű. A pajzson több piros szívet és egy fekete ágaskodó oroszlánnal, az Orlamünde grófok címerállatával. 1938 és 1945 között olyan címert használtak, amelyen négy sas ült. A mai címer komponenseit 1975-ben határozták meg.

## Fekvése
Weimar az Ilm-Saale-táblán fekszik, tengerszint feletti magassága 208 méter. Délen a Türingiai-medence található. Legmagasabb pontja a 478 méter magas Ettersberg, amely a város északnyugati szegletében van.

## Története
Weimar történelme 899-ben kezdődik. A neve a történelem folyamán volt Wimares, Wimari és Wimar is. Jelentése az ógermán mocsár szóból származik.
946 és 1346 között a Weimari grófság központja. II. Ottó német-római császár 975. június 3-án kelt iratában említik először a várat. Ezt tekintik a város első írásos emlékének. III. Ottó német-római császár hadserege 984-ben megostromolta a II. Vilmos gróf által védett várat, ez 1002-ben megismétlődött, de Ottó mindkét alkalommal kudarcot vallott. 1173–74 telén leégett a vár.
1250-ben először említik meg a települést a vár körül. 1245 és 1249 között építették fel a vártemplomot, és 1254-ben Szent Péter tiszteletére szentelték fel. 1284. szeptember 16-án a mainzi püspök alá tartozó Német Lovagrend kapta meg. 1307-ben a lovagrend megnyitotta az első iskolát, 1383-tól pedig egy ispotályt is működtetett.
1247-ben kihaltak a Ludowingerek. Ezután a város a türingiai-hesseni örökösödési háborúba keveredett, és végül a Türingia része lett.
1410-ben városi jogokat kapott. 1424-ben leégett, ezért a Wettin-ház grófja adóengedményeket tett neki.
1552-ben I. János Frigyes herceg Szász-Weimar Hercegség fővárosává tette meg a várost, amely 1918-ig a tartomány székhelye volt.
1653. október 4-én tartották az első hagymavásárt.
A 18. és a 19. században a város a irodalmáról volt híres. A Weimari Klasszikusok Friedrich Schiller, Johann Gottfried Herder, Johann Wolfgang von Goethe mind a városban éltek.
1816-ban a hercegség, elsőként a német államok közül, alkotmányt kapott.
Maria Pavlovna nagyhercegnő és fia Károly Sándor alatt felvirágzott a város. 1842-ben Liszt Ferencet is meghívták a kastélyukba. 1848-ban Richard Wagner zenélt ugyanitt. 1860-ban Károly Sándor megalapította a Weimari Festőiskolát. Itt tanult többek között Arnold Böcklin, Franz Lenbach és Reinhold Begas is. 1885-ben megalakult az Énekesek Baráti Társasága.
Carl Alexander fia, Wilhelm Ernst is támogatta a kultúrát. A festőiskolát főiskolává tette, 1905-ben megalapította a Weimari Képzőiskolát. 1907-ben pedig a művészeti ipari iskolát.
1846-ban kiépítették a vasutat Halle és Erfurt között. 1876-ban pedig elkészült a Jéna és Gera közötti pályaszakasz is. 1887-ben átadták az Ilmtalbahnt, amely Bad Berkáig ment.
1919-ben város színházában rendezték a nemzetgyűlést, amely kikiáltotta a Weimari köztársaságot. Ez az állam 1933-ig létezett, a nácik hatalomra jutásáig. 1920. május 1-jén újra Türingia székhelye lett.
Politikailag Weimar a világháborúk között a konzervativizmus és a nacionalizmus központja volt. 1926-ban az NSDAP itt tartotta második pártkongresszusát az 1925-ös újjáalapítás után. Július 4-én megalapították a Hitlerjugendet. A nácik szemében a város a német kultúra központja volt. Hitler 40 alkalommal járt itt.

## Közigazgatás

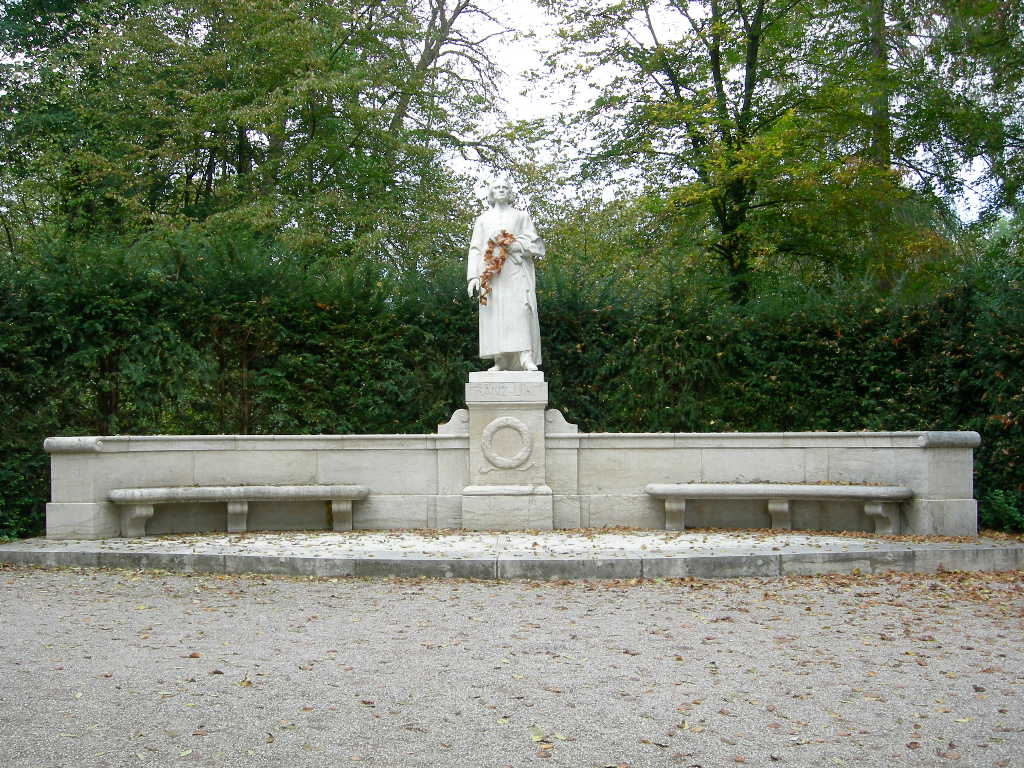
Liszt Ferenc-emlékmű

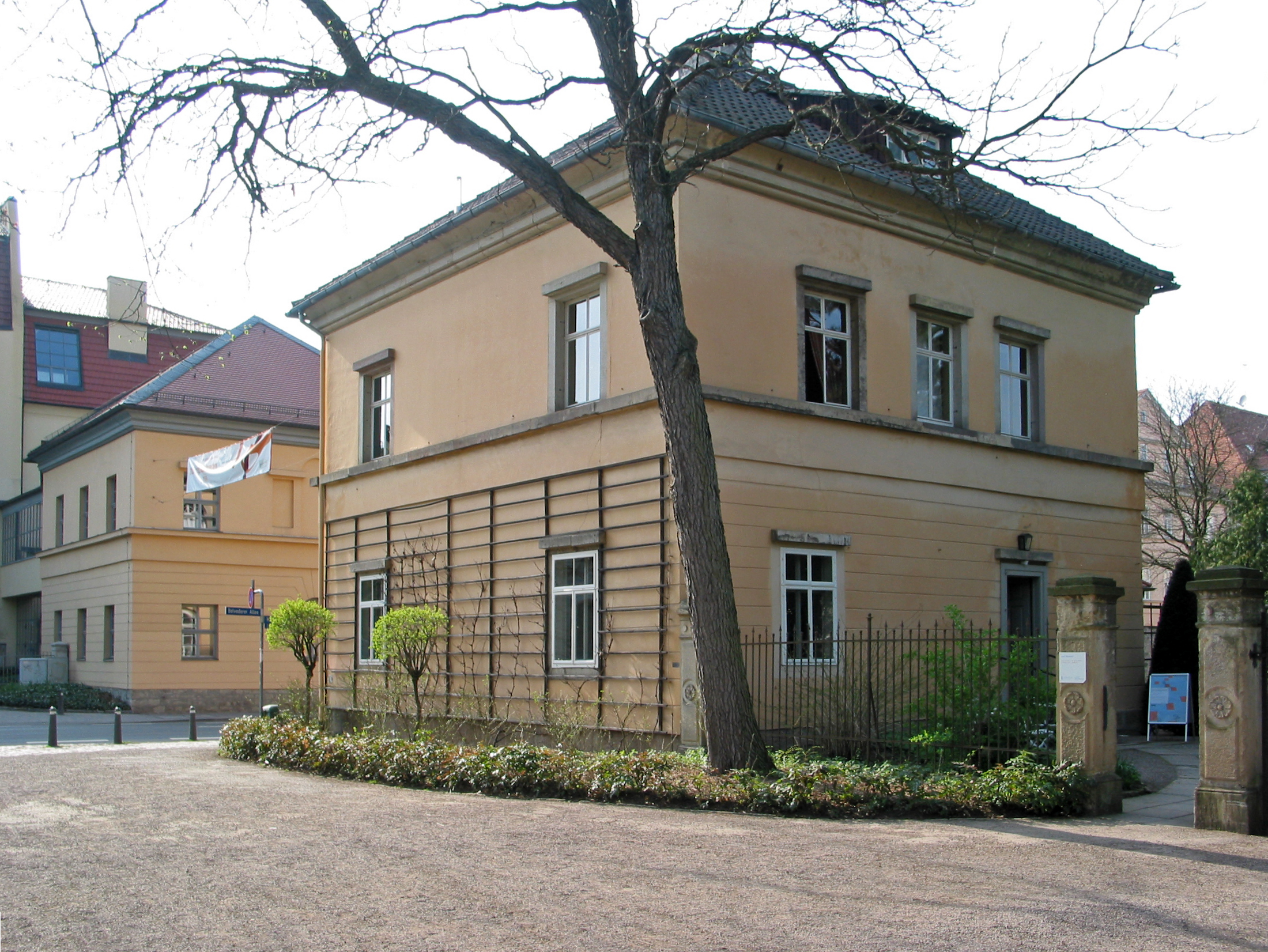
Liszt Ferenc háza

Népességdiagram

Huszonegy kerületre oszlik.
| Városrész                       | Lakosság |
| ------------------------------- | -------- |
| Óváros                          | 3377     |
| Nordvorstadt                    | 8432     |
| Parkvorstadt                    | 2830     |
| Westvorstadt                    | 9520     |
| Nordstadt                       | 5609     |
| Südstadt                        | 3532     |
| Weststadt                       | 5841     |
| Nord (ipari terület)            | 1177     |
| West (ipari terület)            | 178      |
| Schönblick                      | 3982     |
| Weimar (Belső városrész)        | 44 478   |
| Gaberndorf (1994)               | 1547     |
| Gelmeroda (1994)                | 431      |
| Legefeld (1994)                 | 1845     |
| Niedergrunstedt (1994)          | 531      |
| Oberweimar / Ehringsdorf (1922) | 6042     |
| Possendorf (1994)               | 197      |
| Schöndorf (1939)                | 4754     |
| Süßenborn (1994)                | 298      |
| Taubach (1994)                  | 1147     |
| Tiefurt (1922)                  | 586      |
| Tröbsdorf (1994)                | 1198     |
| Weimar (összesen)               | 63 054   |

## Közlekedés

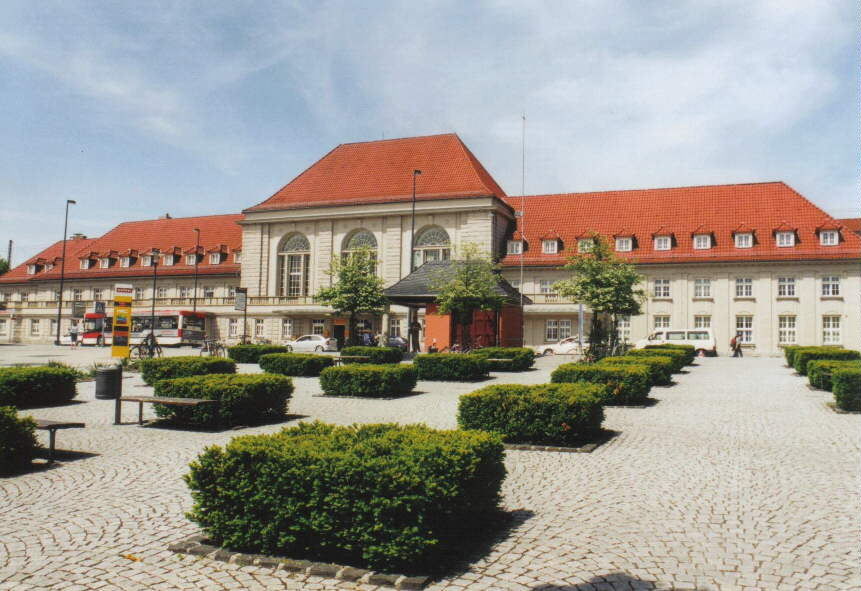
Pályaudvar

A Weimari pályaudvar Türingia egyik legfontosabb pályaudvara. Több IC halad át a városon. A városon halad át a zürich-frankfurti éjszakai vonat.
A városban két pályaudvar található: a Weimari pályaudvar és a Weimar Berkaeri pályaudvar. A villamosoknak négy végállomása: Oberweimar, Weimar West, Nohra, Legefeld.
A városi közlekedést a Weimar GmbH működteti. A központi átszállóhely a Goetheplatzon van, ahol 8 buszvonal találkozik. További fontos átszállóhelyek a Főpályaudvar, a Gropiusstraße és a Wielandplatz.

## Politika

### Városi tanács
2014. május 25. óta a városi tanács a következőképpen áll össze:
- CDU: 10
- Weimari Polgárság: 6
- Baloldali párt: 8
- Szövetség ’90/Zöldek: 7
- SPD: 8 + 1 (polgármester)
- FDP: 1
- NPD: 1
- Német Kalózpárt: 1

A CDU és a Weimari Polgárság koalíciót alkot, a többi párt az ellenzéket.

### Polgármester
Stefan Wolf (SPD) 2006. május 21-e óta irányítja a várost. Megválasztásakor 58,3%-ot szerzett.

## Lakosság
| Év                  | Lakosság |
| ------------------- | -------- |
| 1779                | 6041     |
| 1818                | 8000     |
| 1834. december 1. ¹ | 10 638   |
| 1850. december 1. ¹ | 12 798   |
| 1861. december 3. ¹ | 13 887   |
| 1864. december 3. ¹ | 14 300   |
| 1867. december 3. ¹ | 14 800   |
| 1871. december 1. ¹ | 16 000   |
| 1875. december 1. ¹ | 17 500   |
| 1880. december 1. ¹ | 19 944   |
| 1885. december 1. ¹ | 21 565   |
| 1890. december 1. ¹ | 24 546   |
| 1895. december 2. ¹ | 26 700   |

| Év                    | Lakosság |
| --------------------- | -------- |
| 1900. december 1. ¹   | 28 479   |
| 1905. december 1. ¹   | 31 117   |
| 1910. december 1. ¹   | 34 582   |
| 1916. december 1. ¹   | 32 733   |
| 1917. december 5. ¹   | 32 717   |
| 1919. október 8. ¹    | 37 200   |
| 1925. június 16. ¹    | 45 957   |
| 1933. június 16. ¹    | 49 327   |
| 1939. május 1. ¹      | 65 916   |
| 1945. december 1. ¹   | 62 768   |
| 1946. október 29. ¹   | 66 659   |
| 1950. augusztus 31. ¹ | 64 452   |
| 1955. december 31.    | 66 675   |

| Év                   | Lakosság |
| -------------------- | -------- |
| 1960. december 31.   | 63 996   |
| 1964. december 31. ¹ | 63 943   |
| 1971. január 1. ¹    | 63 634   |
| 1975. december 31.   | 63 004   |
| 1981. december 31. ¹ | 63 725   |
| 1985. december 31.   | 63 373   |
| 1988. december 31.   | 63 412   |
| 1990. december 31.   | 60 326   |
| 1995. december 31.   | 62 122   |
| 2000. december 31.   | 62 425   |
| 2005. december 31.   | 64 594   |
| 2010. december 31.   | 65 479   |
| 2014. december 31.   | 63 477   |

¹ Népszámlálás

## Híres emberek

### A város szülöttei
- Ernst Christian Wilhelm Ackermann politikus
- Carl August nagyherceg
- Johannes Aurifaber (Vimariensis)
- Carl Philipp Emanuel Bach

### Itt haltak meg
- Johann Nepomuk Hummel (Pozsony, 1778– Weimar, 1837) osztrák zongorista, zeneszerző, tanár és karmester
- Friedrich Nietzsche (Röcken, 1844– Weimar, 1900) német filozófus, klasszika-filológus, költő és egyetemi tanár

## Sport
A városban működik a TC Weimar 1912 teniszklub. A labdarúgócsapat neve SC 1903 Weimar.

## Testvértelepülései
- Franciaország Blois 1995. február 18. óta
- Finnország Hämeenlinna
- Egyesült Királyság Sawtry 1970. szeptember 6. óta
- Olaszország Siena 1994. április 15. óta
- Németország Trier 1987. május 24. óta

## Lásd még
- A klasszikus Weimar